# Comunità missionaria di Villaregia
La Comunità Missionaria di Villaregia è una comunità missionaria o, più precisamente, una “Associazione pubblica di fedeli in itinere, in vista di divenire una Famiglia ecclesiale di vita consacrata di diritto diocesano” della Chiesa cattolica.

## Identità
La Comunità Missionaria di Villaregia è una comunità cattolica plurivocazionale, fondata nel 1981 da padre Luigi Prandin e Maria Luigia Corona in Italia, nella diocesi di Chioggia. I membri si propongono di realizzare un’intensa vita di comunione, di dedizione alla missione ad gentes e di fiducioso abbandono alla divina Provvidenza, ispirandosi alla Santissima Trinità e secondo la parola di Gesù: “perché tutti siano una sola cosa; come tu, Padre, sei in me e io in te, siano anch’essi in noi, perché il mondo creda che tu mi hai mandato” (Gv 17,21).
È composta da consacrati, chierici, consacrate, coppie di sposi e singoli di diverse nazionalità, uniti da un’unica missione: portare la gioia e l’annuncio del Vangelo in tutto il mondo, costruire comunità, vivere la comunione fraterna e promuovere la dignità di ogni persona, privilegiando i poveri, gli emarginati e le vittime delle ingiustizie. La ricchezza delle diverse culture, esperienze e vocazioni contribuisce a una testimonianza di unità nella diversità.
L’8 dicembre 2024 il Dicastero per gli Istituti di Vita Consacrata e le Società di Vita Apostolica ha stabilito il passaggio della Comunità Missionaria di Villaregia da “Associazione pubblica internazionale di fedeli” ad “Associazione pubblica di fedeli in itinere, in vista di divenire una Famiglia ecclesiale di vita consacrata di diritto diocesano”.

## I membri
I membri si distinguono in:
- Ramo dei missionari, formato da consacrati celibi, chierici o laici.
- Ramo delle missionarie, costituito da consacrate nubili.
- Ramo degli sposi missionari, composto da coppie di sposi e da vedovi.

I membri della comunità si impegnano a vivere il Vangelo attraverso i consigli evangelici; assumono vincoli privati di povertà, obbedienza e castità celibataria (o coniugale per gli sposati). Un quarto voto di “comunità per la missione ad gentes, in abbandono alla Provvidenza” unisce tutti nella tensione a porre la comunione al primo posto e a dilatarla fino ai confini della terra. I missionari consacrati sono sia da sacerdoti che laici consacrati. Solo i missionari consacrati e le missionarie consacrate conducono vita comune. Le case di vita comune sono 14 (7 in Italia, 5 in America, 4 in Africa), tutte di apostolato, eccetto quella di Villaregia di Porto Viro che è anche di vita contemplativa (preghiera). I membri sono circa 410.
Accanto ai membri, ci sono gli Associati, persone che fanno propria la spiritualità della comunità e partecipano alle attività della stessa ma senza assumere i voti. Essi si distinguono in quattro gruppi:
- volontari
- membri dei GimVi (Gruppi d'Impegno Missionario di Villaregia)
- animatori missionari
- amici della missione

Membri e Associati formano la Famiglia Missionaria di Villaregia.

## Sviluppo
La Comunità Missionaria di Villaregia è presente in Italia, Costa d'Avorio, Brasile, Perù, Messico, Porto Rico, Mozambico, Etiopia e Burkina Faso.
Essa offre un servizio di animazione comunitaria e missionaria nelle parrocchie, nelle scuole, nelle associazioni e negli organismi ecclesiali e sociali con lo scopo di sensibilizzare all'impegno missionario e a sviluppare la comunione fraterna.
Alla predicazione del Vangelo si affianca la promozione dello sviluppo umano integrale e la realizzazione di progetti a favore delle fasce più povere della popolazione. I missionari gestiscono Centri per l'infanzia, centri culturali per giovani e adulti, centri medici di assistenza, cucine popolari, corsi di alfabetizzazione e centri di aiuto alla vita.
Nel 2004 su iniziativa di alcuni volontari della Comunità è nata l'associazione: “Comunità Missionaria di Villaregia per lo Sviluppo, (abbreviata in Comivis), che ha l'obiettivo di sostenere attività di cooperazione internazionale e nel 2009 ha ottenuto dal Ministero degli Affari Esteri italiano il riconoscimento quale Organizzazione non governativa (ONG) e attualmente come ETS.
Il 22 maggio 2012 il Pontificio consiglio per i laici ha rimosso dalla carica di presidenti i due fondatori della Comunità Missionaria di Villaregia, padre Luigi Prandin e Maria Luigia Corona, ingiungendo loro di non risiedere in futuro in nessuna casa della Comunità. Il provvedimento è avvenuto a seguito di numerose denunce pervenute al Pontificio consiglio per i laici, riguardanti gravi comportamenti immorali perpetrati nel passato da padre Luigi Prandin nei confronti di alcune missionarie maggiorenni. La fondatrice, Maria Luigia Corona, è stata rimossa perché pur essendo a conoscenza dei fatti, ha coperto e mentito.
Il 30 giugno 2015 il Pontificio consiglio per i laici ha ratificato l'elezione del nuovo Presidente della Comunità e ha decretato la conclusione del periodo di commissariamento con il ristabilimento di un governo ordinario.
La Comunità ha ripreso quindi il cammino e il suo slancio missionario. L'accoglienza del cardinale Philippe Nakellentuba Ouédraogo, arcivescovo di Ouagadougou (Burkina Faso), permette ai missionari di iniziare una nuova missione nella periferia della città. In contemporanea vengono avviati i contatti in vista di apertura di nuove missioni nel continente asiatico e africano.
Nel 2019 nasce a Vedrana, a pochi chilometri da Bologna, una nuova comunità per un servizio di accoglienza ai migranti e di animazione missionaria e caritativa, soprattutto rivolta ai giovani.
A dicembre 2019, nasce una nuova Comunità in Etiopia, con cinque missionari per testimoniare il Vangelo e assumere opere di promozione sociale e di sviluppo nella regione a sud dell’Etiopia.
A luglio 2024 la Comunità ha celebra un'Assemblea generale, a cui partecipano 63 delegati provenienti dai vari Paesi in cui i missionari operano, per approvare delle nuove Costituzioni in vista di un cambiamento di configurazione giuridica che porterà l'Associazione negli anni successivi a diventare una Famiglia Ecclesiale di vita consacrata.
L'azione missionaria intanto si sviluppa anche in altri Paesi, con progetti importanti in Togo e Repubblica Dominicana.

## La Comunità Missionaria di Villaregia in Italia
- Villaregia di Porto Viro (Rovigo)
- Quartu Sant'Elena (Cagliari)
- Orcenico Inferiore (PN)
- Roma
- Nola (Napoli)
- Lonato del Garda (Brescia)
- Vedrana (Bologna)

## La Comunità Missionaria di Villaregia in Africa e America Latina
- San Paolo,  Brasile
- Belo Horizonte,  Brasile
- Yopougon,  Costa d'Avorio
- Texcoco,  Messico
- Arecibo,  Porto Rico
- Lima,  Perù
- Maputo,  Mozambico
- Robe,  Etiopia
- Ouagadougou,  Burkina Faso